# Lacipa unipuncta
Lacipa unipuncta är en fjärilsart som beskrevs av Swinhoe 1903. Lacipa unipuncta ingår i släktet Lacipa och familjen tofsspinnare. Inga underarter finns listade i Catalogue of Life.